# Антильська танагра
Антильська танагра (Spindalis) — рід горобцеподібних птахів, єдиний у родині Spindalidae. Включає 4 види.

## Таксономія
Традиційно рід відносили до родини саякових (Thraupidae). Проте у 2013 році, на основі генетичних досліджень, рід виокремили у монотипову родину Spindalidae.
Крім того, традиційно рід складався з одного політипного виду Spindalis zena з восьмима підвидами - S. z. townsendi та S. z. zena з Багам, S. z. pretrei з Куби , S. z. salvini з острова Великий Кайман, S. z. dominicensis з Гаїті та острова Гонав, С. z. portoricensis з Пуерто-Рико, S. z. nigricephala з Ямайки і S. z. benedicti з острова Косумель. У 1997 році, в основному за морфологічними та вокальними відмінностями, три підвиди (portoricensis, dominicensis і nigricephala) були підвищені до видового рангу. S. zena залишився політипним видом з п'ятьма підвидами - S. z. pretrei, S. z. salvini, S. z. benedicti, S. z. townsendi і S. z. zena.

## Поширення
Рід поширений на Великих Антильських островах та острові Косумель біля узбережжя Юкатану.

## Опис
Птах середнього розміру, завдовжки 15-18 см. Форма тіла циліндрично-яйцеподібна. Голова середнього розміру, шия середньої довжини і товста. Короткий дзьоб міцний і гострий. Крила і хвіст середньої довжини. Ноги короткі і міцні. Самці мають чорно-білу голову з широкими білими смугами над очима і на щоках. Шия, горло, груди і черево - помаранчеві, жовті або червонуваті.

## Спосіб життя
Антильські танагри трапляються у різноманітних місцях проживання, включаючи густі вторинні ліси, відкриті ліси, гірські ліси та плантації. Живляться фруктами і ягодами. Також можуть поїдати листя, бруньки, комах та безхребетних.

## Види
- Танагра домініканська (Spindalis dominicensis)
- Танагра ямайська (Spindalis nigricephala)
- Танагра пуерто-риканська (Spindalis portoricensis)
- Танагра антильська (Spindalis zena)